# Kosovo otomano
Kosovo Otomano foi o período em que o Kosovo era parte do Império Otomano entre 1455 e 1912, primeiro como parte do vilaiete da Rumélia, e desde 1864 como um Vilaiete do Kosovo independente.
Durante esse período vários distritos administrativos (conhecidos como sanjacos (ou distritos), cada uma governado por um sanjaco-bei (equivalente a "Senhor do distrito")  incluíram partes do território como parte de seus territórios.

Kosovo Otomano em 1900

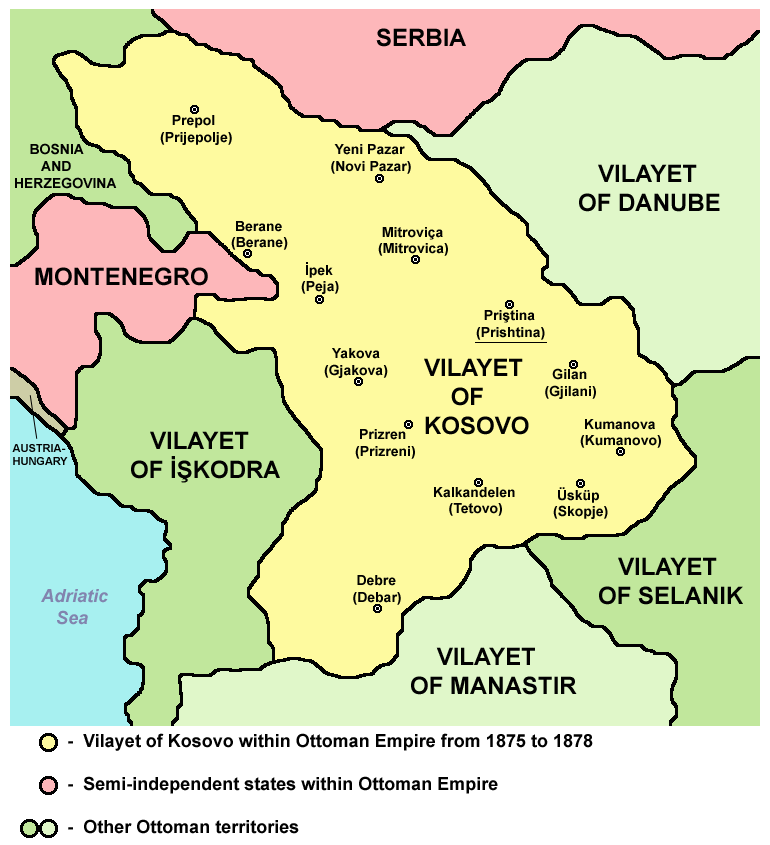
Vilaiete do Kosovo, 1875-1878

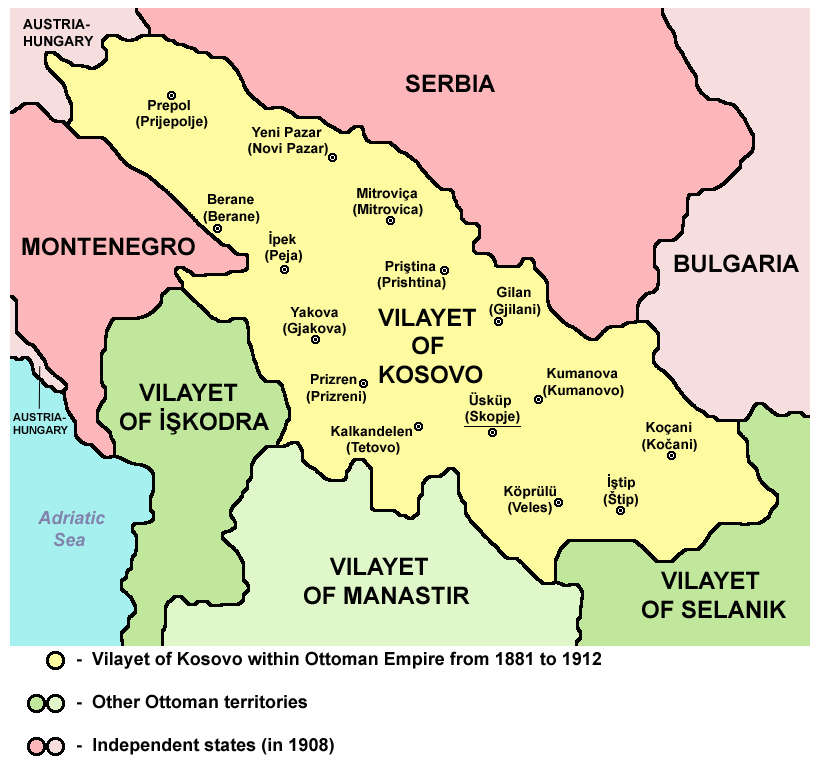
Vilaiete do Kosovo, 1881-1912

## História
Em 1689, Kosovo foi grandemente prejudicado pela Grande Guerra Turca (1683-1699), em um dos eventos centrais na mitologia nacional sérvia. Em outubro de 1689, uma pequena força dos Habsburgos sob Luís de Baden violou o Império Otomano e chegou tão longe ao Kosovo, após a sua captura de Belgrado. Muitos sérvios e albaneses comprometeram sua lealdade para com os austríacos, alguns juntando ao exército de Ludwig. Isso  não significa uma reação universal; muitos outros sérvios e albaneses lutaram ao lado dos otomanos para resistir ao avanço austríaco. Um enorme contra-ataque otomano, no verão seguinte dirigiu os austríacos de volta à sua fortaleza em Nis, em seguida, de volta a Belgrado e, finalmente, de volta ao longo do Danúbio para a Áustria.
A ofensiva otomana foi acompanhada por represálias selvagens e saques, o que levou muitos sérvios - incluindo Arsenije III, Patriarca da Igreja Ortodoxa Sérvia - a fugir juntamente com os austríacos. Este evento foi imortalizado na história da Sérvia como Velika Seoba ou "Grande Migração". É tradicionalmente dito que representou um grande êxodo de centenas de milhares de refugiados sérvios do Kosovo e da própria Sérvia, que deixou um vácuo preenchido por uma avalanche de imigrantes albaneses. Arsenije mesmo escreveu que "30 mil almas" (ou seja, indivíduos) fugiram com ele para a Áustria, um número confirmado por outras fontes.

### O despertar nacional
Em 1878, um dos quatro vilaietes com os habitantes albaneses, que formaram a Liga de Prizren foi Vilaiete do Kosovo. O objetivo da liga foi o de resistir tanto ao domínio otomano e incursões por parte das nações recém-emergentes dos Balcãs.
Em 1910, uma insurreição organizada pelos albaneses eclodiu em Pristina e logo se espalhou para todo o vilaiete do Kosovo, com duração de três meses. O sultão otomano, visitou o Kosovo em junho de 1911 durante as negociações de paz abrangendo todas as áreas habitadas por albaneses.

## Islamização
Apesar da imposição do estado muçulmano, um grande número de cristãos continuaram a viver e às vezes até prosperar sob o domínio otomano. Um processo de islamização começou logo após o início do domínio otomano, mas demorou um tempo considerável - pelo menos um século - e concentrou-se em primeiro lugar nas cidades. Parece que muitos habitantes cristãos albaneses converteram-se diretamente para o Islã, ao invés de serem substituídos por muçulmanos fora de Kosovo. Uma grande razão para a conversão foi, provavelmente, econômica e social, como os muçulmanos tinham muito mais direitos e privilégios que os cristãos. A vida religiosa cristã continuou no entanto, com as igrejas em grande parte deixadas sozinhos pelos otomanos, mas ambos os ortodoxos sérvios e as igreja católica romana e suas congregações sofreram altos níveis de tributação.